# 任督二脉
任督二脉是指任脉和督脉，多见于武侠小说。在武侠小说中，打通任督二脉常常意味着这个人武功突飞猛进。

## 中醫觀點
任督二脉在中医理论中确实存在，但“打通”任督二脉，在中医内部有不同的理论，有的说可以打通，有的说没有打通一说，还有的说本来就是通的。

## 轶事
2012年5月，在甘肃省卫生厅刘维忠指导下，省医务人员学习真气运行学，有41名医务人员打通任督二脉。